# Spinetinglers
Spinetinglers este o serie de romane horror pentru adolescenți scrisă de M. T. Coffin.

## Cărți
1. The Substitute Creature
2. Billy Baker's Dog Won't Stay Buried
3. My Teacher's a Bug
4. Where Have All the Parents Gone?
5. Check it Out - and Die!
6. Simon Says, "Crook!"
7. Snow Day
8. Don't Go To the Principal's Office
9. Step on a Crack
10. The Dead Kid Did It
11. Fly By Night
12. Killer Computer
13. Pet Store
14. Blood Red Eightball
15. Escape from the Haunted Museum
16. We Wish You a Scary Christmas
17. The Monster Channel
18. Mirror, Mirror
19. Boogey's Back for Blood
20. Lights, Camera, Die!
21. Camp Crocodile
22. Student Exchange
23. Gimme Back My Brain
24. Your Turn—to Scream
25. Curse of the Cheerleaders
26. Wear and Scare
27. Lizard People
28. Circus F.R.E.A.K.S.
29. My Dentist is a Vampire
30. Saber-Toothed Tiger

## Traduceri
Cărțile nu au apărut (încă) in România.